# Nyugat-Szlavóniai Szerb Autonóm Terület
Nyugat-Szlavóniai Szerb Autonóm Terület (szerbhorvátul:  Srpska autonomna oblast Zapadna Slavonija, Српска аутономна област Западна Славонија) a délszláv háborúk idején létrehozott, magát Szerb Autonóm Területnek (SAO) kikiáltott horvátországi régió volt. Egyike volt a Horvát Szocialista Köztársaság területén kikiáltott három SAO-nak. 1991. augusztus 12-én alakult meg,  majd csatlakozott a Krajinai Szerb Köztársasághoz. A köztársaság részeként 1995 májusában, a Villám hadművelet során szűnt meg végleg, és területét visszaintegrálták Horvátországba.

## Előzmények
A szerb felkelők és a horvát különleges rendőrség között márciusban vívott pakráci incidens után a Jugoszláv Néphadsereg (JNA), Szerbia és szövetségesei támogatásával, kérte a szövetségi elnökséget, hogy adjon neki háborús jogosítványokat és hirdessen ki rendkívüli állapotot. A kérelmet 1991. március 15-én elutasították, és 1991 nyarára a JNA Slobodan Milošević szerb elnök irányítása alá került. Április elején a horvátországi szerb lázadás vezetői bejelentették, hogy az ellenőrzésük alatt álló területeket integrálják Szerbiával. Horvátország kormánya ezt az elszakadás aktusának tekintette. 1991 márciusára a konfliktus Horvátország függetlenségi háborújává fajult, majd 1991 júniusában, Jugoszlávia felbomlásával Horvátország kikiáltotta függetlenségét. A fokozódó feszültségek szabályozását nehezítette az SAO Krajina növekvő támogatása, amelyet a Jugoszláv Néphadsereg nyújtott. A horvát rendőrség képtelen volt megbirkózni a helyzettel, ami 1991 májusában a Horvát Nemzeti Gárda (ZNG) létrehozásához vezetett. Miközben a horvátországi katonai konfliktus tovább eszkalálódott a ZNG katonai erővé fejlesztését megnehezítette az ENSZ szeptemberben bevezetett fegyverembargója.

## Története
Nem sokkal a Nyugat-Szlavóniai Szerb Autonóm Terület 1991. augusztusi kikiáltása után a lázadó szerb erők a szerbek vezette JNA és a szerb félkatonai erők (Szerbiából és Bosznia-Hercegovinából) segítségével bevették Okucsányt és Daruvárt, azzal fenyegetve, hogy Szlavóniát elszakítják Horvátországtól. Ebben az időben a szerb fennhatóság alatt álló terület viszonylag nagy volt, bár a térség nagy része dombos és erdős volt, rossz infrastruktúrával. A következő hónapokban heves harcok dúltak Pakrácért, közben szerb félkatonai erők etnikai tisztogatásokat végeztek az újonnan elfoglalt nyugat-szlavóniai területeken. A régió nagy részében a helyi szerb falvakból összevont, gyengén felszerelt szerb milíciák járőröztek, de a bizonytalan időszakban széles körben elosztott JNA-erők miatt nem tudták a területet hatékonyan elvágni Horvátországtól.
1991. október 31-én a horvát erők a Bilo-hegység védelmére elindították az Otkos–10 hadműveletet. A hadművelet sikerét követően indult el a horvát Hurrikán–91 hadművelet, mely december 12-re a szerb/jugoszláv erőket az általuk eredetileg ellenőrzött területnek egy kis részére szorította vissza. A hadművelet során Daruvárt is elfoglalták. A szerb félkatonai csoportok visszavonulásuk során követték el az atyinai mészárlást. 1992. január 2-án az ENSZ közvetítésével a felek tűzszünetet kötöttek Szarajevóban, mely valószínűleg megakadályozta a horvát erőket abban, hogy felszámolják a lázadó szerbek katonai jelenlétét Nyugat-Szlavóniában.
1993. február 18-án horvát és helyi szerb vezetők aláírták a daruvári megállapodást. A megállapodást titokban tartották, de egy idő után a knini lázadó szerb hatóságok értesültek a számukta hátrányos egyezményről, és letartóztatták az érte felelős lázadó szerb vezetőket. A nyugat-szlavóniai szerb enklávét felszámolták, és a területet 1995 májusában a Villám hadművelet során két nap alatt visszaintegrálták Horvátországba. A teljes vereség megtorlásaként Milan Martić, a Krajinai Szerb Köztársaság elnöke rakétákkal támadta meg Zágrábot.

## Fordítás
- Ez a szócikk részben vagy egészben  a   SAO Western Slavonia című angol Wikipédia-szócikk ezen változatának fordításán alapul.  Az eredeti cikk szerkesztőit annak laptörténete sorolja fel. Ez a jelzés csupán a megfogalmazás eredetét és a szerzői jogokat jelzi, nem szolgál a cikkben szereplő információk forrásmegjelöléseként.